# Skarpe Nord
Skarpe Nord är en utomhusarena för fotboll och bandy, belägen i Kungälvs kommun. Den ligger alldeles under Nordreälvbron och där E6:an korsar Nordre älv. Arenan har fått sitt namn från en av bastionerna på Bohus fästning.
Skarpe Nord är hemmaarena för IFK Kungälv, Kareby IS och Kungälvs SK. Den kommunalägda arenan utsågs till Årets bandyarena år 1992. På sommaren läggs konstgräs på och arenan används flitigt av de lokala fotbollslagen.